# Raquel Kops-Jones
Pour les articles homonymes, voir Kops.
Raquel Kops-Jones, née le 8 décembre 1982 à Fresno, Californie, est une joueuse de tennis américaine, professionnelle de 2000 à 2019.
Elle épouse Toby Atawo le 18 juillet 2015 et utilise son nom marital, Raquel Atawo, à partir de 2016.

## Biographie
Elle réalise ses meilleures performances sur le circuit WTA en double dames, comptant à ce jour dix-huit titres dans cette spécialité.

## Palmarès

### Titres en double dames
| No | Date       | Nom et lieu du tournoi              | Catégorie | Dotation    | Surface         | Partenaire            | Finalistes                        | Score             |          |
| -- | ---------- | ----------------------------------- | --------- | ----------- | --------------- | --------------------- | --------------------------------- | ----------------- | -------- |
| 1  | 29-10-2007 | Challenge Bell Québec               | Tier III  | 175 000 $   | Moquette (int.) | Christina Fusano      | Stéphanie Dubois Renata Voráčová  | 6-2, 7-66         | Parcours |
| 2  | 04-05-2009 | Estoril Open Estoril                | Intern'l  | 220 000 $   | Terre (ext.)    | Abigail Spears        | Sharon Fichman Katalin Marosi     | 2-6, 6-3, [10-5]  | Parcours |
| 3  | 18-05-2009 | Warsaw Open Varsovie                | Premier   | 600 000 $   | Terre (ext.)    | Bethanie Mattek-Sands | Yan Zi Zheng Jie                  | 6-1, 6-1          | Parcours |
| 4  | 12-09-2011 | Challenge Bell Québec               | Intern'l  | 220 000 $   | Moquette (int.) | Abigail Spears        | Jamie Hampton Anna Tatishvili     | 6-1, 3-6, [10-6]  | Parcours |
| 5  | 16-07-2012 | Mercury Insurance Open Carlsbad     | Premier   | 740 000 $   | Dur (ext.)      | Abigail Spears        | Vania King Nadia Petrova          | 6-2, 6-4          | Parcours |
| 6  | 17-09-2012 | KDB Korea Open Séoul                | Intern'l  | 500 000 $   | Dur (ext.)      | Abigail Spears        | Akgul Amanmuradova Vania King     | 2-6, 6-2, [10-8]  | Parcours |
| 7  | 23-09-2012 | Toray Pan Pacific Open Tokyo        | Premier 5 | 2 168 400 $ | Dur (ext.)      | Abigail Spears        | Anna-Lena Grönefeld Květa Peschke | 6-1, 6-4          | Parcours |
| 8  | 08-10-2012 | HP Japan Women's Open Tennis Osaka  | Intern'l  | 220 000 $   | Dur (ext.)      | Abigail Spears        | Kimiko Date-Krumm Heather Watson  | 6-1, 6-4          | Parcours |
| 9  | 22-07-2013 | Bank of the West Classic Stanford   | Premier   | 795 707 $   | Dur (ext.)      | Abigail Spears        | Julia Görges Darija Jurak         | 6-2, 7-64         | Parcours |
| 10 | 29-07-2013 | Southern California Open Carlsbad   | Premier   | 795 707 $   | Dur (ext.)      | Abigail Spears        | Chan Hao-ching Janette Husárová   | 6-4, 6-1          | Parcours |
| 11 | 09-06-2014 | Aegon Classic Birmingham            | Premier   | 710 000 $   | Gazon (ext.)    | Abigail Spears        | Ashleigh Barty Casey Dellacqua    | 7-61, 6-1         | Parcours |
| 12 | 11-08-2014 | Western & Southern Open Cincinnati  | Premier 5 | 2 567 000 $ | Dur (ext.)      | Abigail Spears        | Tímea Babos Kristina Mladenovic   | 6-1, 2-0, ab.     | Parcours |
| 13 | 23-02-2015 | Qatar Total Open 2015 Doha          | Premier   | 731 000 $   | Dur (ext.)      | Abigail Spears        | Hsieh Su-wei Sania Mirza          | 6-4, 6-4          | Parcours |
| 14 | 08-06-2015 | Aegon Open Nottingham Nottingham    | Intern'l  | 250 000 $   | Gazon (ext.)    | Abigail Spears        | Jocelyn Rae Anna Smith            | 3-6, 6-3, [11-9]  | Parcours |
| 15 | 12-10-2015 | Generali Ladies Linz                | Intern'l  | 250 000 $   | Dur (int.)      | Abigail Spears        | Andrea Hlaváčková Lucie Hradecká  | 6-3, 7-5          | Parcours |
| 16 | 18-07-2016 | Bank of the West Classic Stanford   | Premier   | 753 000 $   | Dur (ext.)      | Abigail Spears        | Darija Jurak Anastasia Rodionova  | 6-3, 6-4          | Parcours |
| 17 | 24-04-2017 | Porsche Tennis Grand Prix Stuttgart | Premier   | 776 000 $   | Terre (int.)    | Jeļena Ostapenko      | Abigail Spears Katarina Srebotnik | 6-4, 6-4          | Parcours |
| 18 | 23-04-2018 | Porsche Tennis Grand Prix Stuttgart | Premier   | 816 000 $   | Terre (int.)    | Anna-Lena Grönefeld   | Nicole Melichar Květa Peschke     | 6-4, 65-7, [10-5] | Parcours |

### Finales en double dames
| No | Date       | Nom et lieu du tournoi               | Catégorie | Dotation    | Surface      | Vainqueures                                   | Partenaire          | Score            |          |
| -- | ---------- | ------------------------------------ | --------- | ----------- | ------------ | --------------------------------------------- | ------------------- | ---------------- | -------- |
| 1  | 08-06-2009 | Aegon Classic Birmingham             | Intern'l  | 220 000 $   | Gazon (ext.) | Cara Black Liezel Huber                       | Abigail Spears      | 6-1, 6-4         | Parcours |
| 2  | 01-08-2011 | Mercury Insurance Open Carlsbad      | Premier   | 721 000 $   | Dur (ext.)   | Květa Peschke Katarina Srebotnik              | Abigail Spears      | 6-0, 6-2         | Parcours |
| 3  | 01-01-2012 | Brisbane International Brisbane      | Premier   | 655 000 $   | Dur (ext.)   | Nuria Llagostera Vives Arantxa Parra Santonja | Abigail Spears      | 7-62, 7-62       | Parcours |
| 4  | 13-02-2012 | Qatar Total Open 2012 Doha           | Premier 5 | 2 168 400 $ | Dur (ext.)   | Liezel Huber Lisa Raymond                     | Abigail Spears      | 6-3, 6-1         | Parcours |
| 5  | 16-09-2013 | KDB Korea Open Séoul                 | Intern'l  | 500 000 $   | Dur (ext.)   | Chan Chin-wei Xu Yifan                        | Abigail Spears      | 7-5, 6-3         | Parcours |
| 6  | 17-02-2014 | Duty Free Tennis Championships Dubaï | Premier   | 2 000 000 $ | Dur (ext.)   | Alla Kudryavtseva Anastasia Rodionova         | Abigail Spears      | 6-2, 5-7, [10-8] | Parcours |
| 7  | 11-01-2015 | Apia International Sydney Sydney     | Premier   | 731 000 $   | Dur (ext.)   | Bethanie Mattek-Sands Sania Mirza             | Abigail Spears      | 6-3, 6-3         | Parcours |
| 8  | 08-10-2018 | Upper Austria Ladies Linz Linz       | Intern'l  | 226 750 $   | Dur (int.)   | Kirsten Flipkens Johanna Larsson              | Anna-Lena Grönefeld | 4-6, 6-4, [10-5] | Parcours |

## Parcours en Grand Chelem

### En double dames
| Année | Open d'Australie              | Open d'Australie               | Internationaux de France       | Internationaux de France    | Wimbledon                      | Wimbledon                    | US Open                        | US Open                         |
| ----- | ----------------------------- | ------------------------------ | ------------------------------ | --------------------------- | ------------------------------ | ---------------------------- | ------------------------------ | ------------------------------- |
| 2003  | —                             | —                              | —                              | —                           | —                              | —                            | 1er tour (1/32) C. Fusano      | Petra Mandula P. Wartusch       |
| 2004  | —                             | —                              | —                              | —                           | —                              | —                            | 1er tour (1/32) Lauren Fisher  | I. Benešová Eva Birnerová       |
| 2007  | —                             | —                              | —                              | —                           | 1er tour (1/32) Julie Ditty    | Emma Laine M. J. Martínez    | —                              | —                               |
| 2008  | —                             | —                              | 3e tour (1/8) N. Grandin       | Chan Yung-jan Chuang C-j.   | 3e tour (1/8) A. Spears        | N. Dechy C. Dellacqua        | 1/4 de finale A. Spears        | Anabel Medina V. Ruano          |
| 2009  | 2e tour (1/16) A. Spears      | Anabel Medina V. Ruano         | 1er tour (1/32) A. Spears      | Vania King M. Niculescu     | 1er tour (1/32) A. Spears      | Cara Black Liezel Huber      | 1er tour (1/32) A. Spears      | V. Dushevina An. Rodionova      |
| 2010  | 2e tour (1/16) Sarah Borwell  | Gisela Dulko F. Pennetta       | 1er tour (1/32) Sarah Borwell  | Květa Peschke K. Srebotnik  | 1er tour (1/32) Sarah Borwell  | Liezel Huber B. Mattek       | 1er tour (1/32) Chang Kai-chen | M. Kirilenko A. Radwańska       |
| 2011  | 3e tour (1/8) A. Spears       | Cara Black An. Rodionova       | 1er tour (1/32) A. Spears      | K. Barrois J. Larsson       | 2e tour (1/16) A. Spears       | Cara Black Shahar Peer       | 1er tour (1/32) A. Spears      | Liezel Huber Lisa Raymond       |
| 2012  | 1er tour (1/32) A. Spears     | Julia Görges Kaia Kanepi       | 2e tour (1/16) A. Spears       | L. Dekmeijere T. Tanasugarn | 1/4 de finale A. Spears        | S. Williams V. Williams      | 3e tour (1/8) A. Spears        | N. Llagostera M. J. Martínez    |
| 2013  | 2e tour (1/16) A. Spears      | Pavlyuchenkova L. Šafářová     | 1er tour (1/32) A. Spears      | I.-C. Begu M. Rybáriková    | 3e tour (1/8) A. Spears        | A. Barty C. Dellacqua        | 2e tour (1/16) A. Spears       | S. Williams V. Williams         |
| 2014  | 1/2 finale A. Spears          | E. Makarova Elena Vesnina      | 2e tour (1/16) A. Spears       | I.-C. Begu Karin Knapp      | 3e tour (1/8) A. Spears        | Kudryavtseva An. Rodionova   | 1er tour (1/32) A. Spears      | Zarina Diyas Xu Yifan           |
| 2015  | 1/4 de finale A. Spears       | M. Krajicek B. Z. Strýcová     | 1er tour (1/32) A. Spears      | Bonaventure A.Schmiedlová   | 1/2 finale A. Spears           | M. Hingis Sania Mirza        | 3e tour (1/8) A. Spears        | Sara Errani F. Pennetta         |
| 2016  | 2e tour (1/16) A. Spears      | Mirjana Lučić B. Strýcová      | 2e tour (1/16) A. Spears       | A. Krunić Mirjana Lučić     | 1/2 finale A. Spears           | Tímea Babos Y. Shvedova      | 1er tour (1/32) A. Spears      | M. Krajicek H. Watson           |
| 2017  | 1/4 de finale Xu Yifan        | B. Mattek-Sands Lucie Šafářová | 1er tour (1/32) J. Ostapenko   | D. Kasatkina I. Khromacheva | 1er tour (1/32) J. Ostapenko   | Jocelyn Rae Laura Robson     | 2e tour (1/16) S. Lisicki      | Tímea Babos A. Hlaváčková       |
| 2018  | 3e tour (1/8) A.-L. Grönefeld | Hsieh Su-wei Peng Shuai        | 2e tour (1/16) A.-L. Grönefeld | Eri Hozumi M. Ninomiya      | 2e tour (1/16) A.-L. Grönefeld | Tatjana Maria Heather Watson | 3e tour (1/8) A.-L. Grönefeld  | Tímea Babos K. Mladenovic       |
| 2019  | 1/4 de finale K. Srebotnik    | Tímea Babos K. Mladenovic      | 2e tour (1/16) K. Srebotnik    | D. Krawczyk Jessica Pegula  | 2e tour (1/16) L. Kichenok     | A-L. Friedsam L. Siegemund   | 1er tour (1/32) A. Muhammad    | Daria Kasatkina Anett Kontaveit |

N.B. : le nom de la partenaire se trouve sous le résultat ; le nom des ultimes adversaires se trouve à droite.

### En double mixte
| Année | Open d'Australie              | Open d'Australie           | Internationaux de France      | Internationaux de France        | Wimbledon                     | Wimbledon                     | US Open                          | US Open                     |
| ----- | ----------------------------- | -------------------------- | ----------------------------- | ------------------------------- | ----------------------------- | ----------------------------- | -------------------------------- | --------------------------- |
| 2009  | —                             | —                          | 1er tour (1/16) Eric Butorac  | Nadia Petrova Max Mirnyi        | 1er tour (1/32) Rik De Voest  | Liezel Huber Jamie Murray     | 2e tour (1/8) Jeff Coetzee       | Lisa Raymond M. Matkowski   |
| 2010  | 1/4 de finale Dick Norman     | E. Makarova J. Levinský    | —                             | —                               | —                             | —                             | 1er tour (1/16) Eric Butorac     | Elena Vesnina Andy Ram      |
| 2011  | —                             | —                          | —                             | —                               | 1er tour (1/32) Wesley Moodie | A. Rosolska Rogier Wassen     | 2e tour (1/8) Rajeev Ram         | L. Hradecká F. Čermák       |
| 2012  | 1er tour (1/16) Eric Butorac  | Liezel Huber Colin Fleming | 1er tour (1/16) Eric Butorac  | Sania Mirza M. Bhupathi         | 1er tour (1/32) T. C. Huey    | J. Gajdošová Bruno Soares     | 1er tour (1/16) T. C. Huey       | Elena Vesnina Leander Paes  |
| 2013  | 1er tour (1/16) T. C. Huey    | A. Spears Scott Lipsky     | 1er tour (1/16) T. C. Huey    | Zhang Shuai Julian Knowle       | 2e tour (1/16) T. C. Huey     | A. Barty John Peers           | 2e tour (1/8) T. C. Huey         | Liezel Huber Marcelo Melo   |
| 2014  | 1er tour (1/16) T. C. Huey    | K. Srebotnik Rohan Bopanna | 2e tour (1/8) Raven Klaasen   | K. Mladenovic Daniel Nestor     | 2e tour (1/16) J. S. Cabal    | An. Rodionova Mikhail Elgin   | 1er tour (1/16) J. S. Cabal      | An. Rodionova Robert Farah  |
| 2015  | 1er tour (1/16) Scott Lipsky  | A. Hlaváčková A. Peya      | 2e tour (1/8) Robert Farah    | M. J. Martínez R. Lindstedt     | 3e tour (1/8) Raven Klaasen   | K. Srebotnik Horia Tecău      | 2e tour (1/8) Raven Klaasen      | An. Rodionova Max Mirnyi    |
| 2016  | 1er tour (1/16) Raven Klaasen | Kudryavtseva R. Lindstedt  | 1er tour (1/16) Raven Klaasen | J. Janković N. Zimonjić         | 2e tour (1/16) Raven Klaasen  | Arantxa Parra S. González     | 1er tour (1/16) J.-J. Rojer      | M. Krajicek Dominic Inglot  |
| 2017  | 2e tour (1/8) R. Lindstedt    | M. Krajicek Raven Klaasen  | 1er tour (1/16) T. C. Huey    | A. Hlaváčková É. Roger-Vasselin | 1er tour (1/32) André Sá      | Ana Konjuh Nikola Mektić      | 2e tour (1/8) A.-U.-H. Qureshi   | L. Hradecká M. Matkowski    |
| 2018  | —                             | —                          | —                             | —                               | 1er tour (1/32) S. González   | Elina Svitolina Nicolas Mahut | 1er tour (1/16) A.-U.-H. Qureshi | A.-L. Grönefeld S. González |
| 2019  | —                             | —                          | —                             | —                               | 2e tour (1/16) F. Martin      | S. Williams A. Murray         | 1/4 de finale F. Martin          | Latisha Chan Ivan Dodig     |

N.B. : le nom du partenaire se trouve sous le résultat ; le nom des ultimes adversaires se trouve à droite.

## Parcours en «Premier Mandatory» et «Premier 5»
Découlant d'une réforme du circuit WTA inaugurée en 2009, les tournois WTA « Premier Mandatory » et « Premier 5 » constituent les catégories d'épreuves les plus prestigieuses, après les quatre levées du Grand Chelem.

### En double dames
| Année                  | Premier Mandatory        | Premier Mandatory       | Premier Mandatory  | Premier Mandatory      | Premier Mandatory        | Premier Mandatory     | Premier Mandatory   | Premier Mandatory       | Premier 5           | Premier 5            | Premier 5           | Premier 5               | Premier 5                | Premier 5            | Premier 5            | Premier 5                | Premier 5          | Premier 5             | Premier 5          | Premier 5 | Premier 5 | Premier 5 |
| Année                  | Indian Wells             | Indian Wells            | Miami              | Miami                  | Madrid                   | Madrid                | Pékin               | Pékin                   | Dubaï               | Dubaï                | Doha                | Doha                    | Rome                     | Rome                 | Canada               | Canada                   | Cincinnati         | Cincinnati            | Tokyo              | Tokyo     | Wuhan     | Wuhan     |
| ---------------------- | ------------------------ | ----------------------- | ------------------ | ---------------------- | ------------------------ | --------------------- | ------------------- | ----------------------- | ------------------- | -------------------- | ------------------- | ----------------------- | ------------------------ | -------------------- | -------------------- | ------------------------ | ------------------ | --------------------- | ------------------ | --------- | --------- | --------- |
| 2009                   |                          |                         |                    |                        |                          |                       |                     |                         |                     |                      |                     |                         |                          |                      |                      |                          |                    |                       |                    |           |           |           |
| 2e tour (1/8) Spears   | Benešová Strýcová        | 1/4 de finale Spears    | Peschke Raymond    | 1er tour (1/16) Spears | Llagostera Martínez      | 2e tour (1/8) Grandin | Llagostera Martínez | 2e tour (1/8) Uhlířová  | Amanmuradova Chuang |                      |                     | —                       | —                        | —                    | —                    | —                        | —                  | 1/4 de finale Hsieh   | Dulko Petrova      |           |           |           |
| 2010                   |                          |                         |                    |                        |                          |                       |                     |                         |                     |                      |                     |                         |                          |                      |                      |                          |                    |                       |                    |           |           |           |
| 2e tour (1/8) Borwell  | Chan Zheng               | 1er tour (1/16) Borwell | Clijsters Flipkens | 1er tour (1/16) Garbin | Peer Schiavone           | —                     | —                   | 1er tour (1/16) Borwell | Peschke Srebotnik   |                      |                     | 1er tour (1/16) Borwell | Rosolska Shvedova        | —                    | —                    | 1er tour (1/16) Rosolska | Azarenka Kirilenko | —                     | —                  |           |           |           |
| 2011                   |                          |                         |                    |                        |                          |                       |                     |                         |                     |                      |                     |                         |                          |                      |                      |                          |                    |                       |                    |           |           |           |
| 2e tour (1/8) Spears   | Mattek-Sands Shaughnessy | 1er tour (1/16) Spears  | Stephens Wickmayer | 1er tour (1/16) Spears | Mattek-Sands Shaughnessy | 1/4 de finale Spears  | Huber Raymond       | 1er tour (1/16) Spears  | Niculescu Peer      |                      |                     | 2e tour (1/8) Spears    | Mattek-Sands Shaughnessy | 2e tour (1/8) Spears | Hsieh Voskoboeva     | 1er tour (1/16) Spears   | Stephens Wickmayer | 1/4 de finale Spears  | Azarenka Kirilenko |           |           |           |
| 2012                   |                          |                         |                    |                        |                          |                       |                     |                         |                     |                      |                     |                         |                          |                      |                      |                          |                    |                       |                    |           |           |           |
| 1er tour (1/16) Spears | Görges Lisicki           | 1er tour (1/16) Spears  | Errani Vinci       | 1er tour (1/16) Spears | Shvedova Voskoboeva      | 1/4 de finale Spears  | Makarova Vesnina    |                         |                     | Finale Spears        | Huber Raymond       | 1er tour (1/16) Spears  | Chuang Dushevina         | 2e tour (1/8) Spears | Rodionova Voskoboeva | 2e tour (1/8) Spears     | Lepchenko Stephens | Victoire Spears       | Grönefeld Peschke  |           |           |           |
| 2013                   |                          |                         |                    |                        |                          |                       |                     |                         |                     |                      |                     |                         |                          |                      |                      |                          |                    |                       |                    |           |           |           |
| 1er tour (1/16) Spears | Erakovic Watson          | 1er tour (1/16) Spears  | Raymond Robson     | 1/4 de finale Spears   | Soler Suárez             | 1/4 de finale Spears  | Hsieh Peng          |                         |                     | 1/2 finale Spears    | Petrova Srebotnik   | 1er tour (1/16) Spears  | Kudryavtseva Rodionova   | 1/4 de finale Spears | Janković Srebotnik   | 1er tour (1/16) Spears   | Görges Strýcová    | 1er tour (1/8) Spears | Janković Srebotnik |           |           |           |
| 2014                   |                          |                         |                    |                        |                          |                       |                     |                         |                     |                      |                     |                         |                          |                      |                      |                          |                    |                       |                    |           |           |           |
| 2e tour (1/8) Spears   | Black Mirza              | 1/2 finale Spears       | Makarova Vesnina   | 1/4 de finale Spears   | Muguruza Suárez          |                       |                     |                         |                     | 2e tour (1/8) Spears | Janković Kleybanova | 1er tour (1/16) Spears  | Erakovic Parra           |                      |                      |                          |                    |                       |                    |           |           |           |

N.B. : le nom de la partenaire se trouve sous le résultat ; le nom des ultimes adversaires se trouve à droite.

## Parcours aux Masters

### En double dames
| # | Date       | Nom de l'édition                              | ($)       | Surface    | Résultat               | Partenaire     | Ultimes adversaires              | Score             |          |
| - | ---------- | --------------------------------------------- | --------- | ---------- | ---------------------- | -------------- | -------------------------------- | ----------------- | -------- |
| 1 | 20/10/2014 | BNP Paribas WTA Finals Singapour              | 6 500 000 | Dur (int.) | 1/4 de finale          | Abigail Spears | Cara Black Sania Mirza           | 6-3, 2-6, [12-10] | Parcours |
| 2 | 25/10/2015 | BNP Paribas WTA Finals by SC Global Singapour | 7 000 000 | Dur (int.) | Round Robin (défaite)  | Abigail Spears | Martina Hingis Sania Mirza       | 6-4, 6-2          | Parcours |
| 2 | 25/10/2015 | BNP Paribas WTA Finals by SC Global Singapour | 7 000 000 | Dur (int.) | Round Robin (défaite)  | Abigail Spears | Tímea Babos Kristina Mladenovic  | 7-65, 6-2         | Parcours |
| 2 | 25/10/2015 | BNP Paribas WTA Finals by SC Global Singapour | 7 000 000 | Dur (int.) | Round Robin (victoire) | Abigail Spears | Andrea Hlaváčková Lucie Hradecká | 6-3, 3-6, [11-9]  | Parcours |

## Classements WTA en fin de saison
| Année          | 2003 | 2004 | 2005 | 2006 | 2007 | 2008 | 2009 | 2010 | 2011 | 2012 | 2013 | 2014 | 2015 | 2016 | 2017 | 2018 | 2019 | 2020 |
| Rang en simple | 579  | 559  | 413  | 261  | 176  | 275  | 676  | –    | 716  | 1116 | –    | 812  | 1194 | –    | –    | –    | –    | –    |
| Rang en double | 620  | 677  | 312  | 152  | 93   | 55   | 36   | 63   | 37   | 13   | 23   | 12   | 18   | 21   | 34   | 26   | 56   | 100  |

Source : (en) Classements de Raquel Kops-Jones sur le site officiel de la Fédération internationale de tennis